# 姜维城遗址

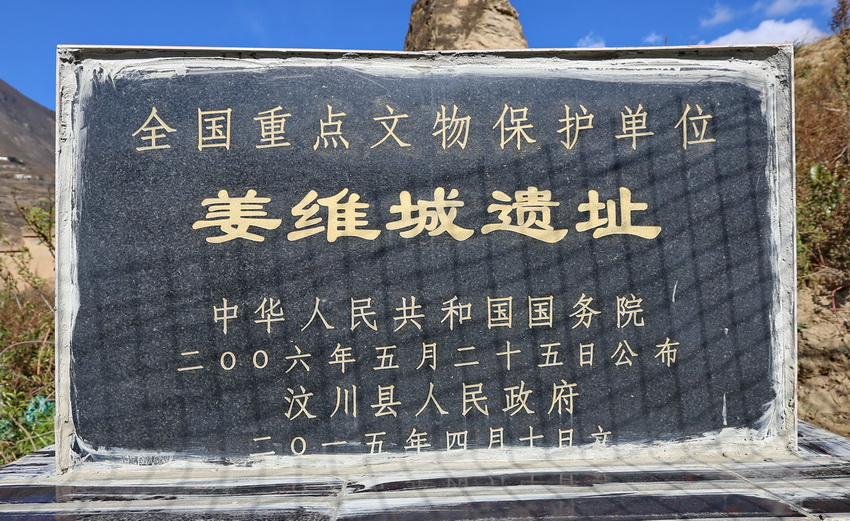
姜维城遗址国保碑

姜维城遗址位於四川省阿壩州汶川縣威州鎮，文物遺址年代判定為新石器、漢、三國、晉、元、明、清。2002年12月27日公佈為四川省第六批省級文物保護單位。2006年5月25日列為第六批全國重點文物保護單位。
姜維城位於今汶川县威州鎮岷江東岸山樑上，是岷江上游地区少有的占地面积较大、文化内涵较为丰富，文化遗存保存较为完好的一直，包括新石器时代遗址、汉代汶山郡夯土城墙、明代石砌城墙、历代古墓葬。
“姜维城”傳為三國時期姜維所築之城。但後經考證並未姜維所築。 現存姜維城是在明孝宗弘治年間（1488-1508年）將過去朝代所建的作戰城堡連接起來，重新構築的。城牆將玉壘山包裹在內。但目前殘存城垣百餘米。城外高7米。寬4米的黃土墩是當年的點將台。 石城周142丈，高160尺，有兩道門，上建城樓。1921年7月，法國地質學家葉長青牧師在川邊康藏考察發現彩陶陶片，被證實為屬於甘肅「馬家窯」文化範疇。距今5000～7000年。《元和志》記載：蜀將姜維，馬忠等徵發汶山羌夷，此其地也。今姜維城。及維所築。《舊唐書》記載，蜀到禪時，蜀將姜維、馬忠徵發汶川羌夷，即此也。今州城即姜維故壘也。《汶川縣誌》：明弘治中，擬遷威州於汶川，知州趙符節、千戶趙方築威城包玉壘其內，石壁刻玉壘山三大字，明正德七年，知縣李明築石城周一百四十二丈，高一丈六尺，二門，門各有樓。東山腰平坦處，即清古城坪，今俗稱姜維城是。 